# Exatlon România (sezonul 2)
Exatlon România sezonul 2 este al doilea sezon al reality show-ului Exatlon România, care a debutat pe 29 august 2018. Înscrierile pentru acest sezon au luat startul pe 24 mai 2018 și s-au făcut pe site-ul web al emisiunii. Fiecare cetățean român care a împlinit vârsta de 18 ani a putut participa la casting.
Precum sezonul precedent, și acesta a debutat cu 20 de persoane, atât vedete, cât și oameni de rând, împărțiți în două echipe reprezentative fiecăruia: „Faimoșii” (vedetele) și „Războinicii” (oamenii de rând), iar filmările au avut loc în orașul Las Terrenas, pe coasta de nord a Republicii Dominicane. În plus față de sezonul trecut, în acest sezon ambele echipe au avut câte un antrenor: Giani Kiriță a fost antrenor pentru echipa „Faimoșilor” și Ionuț Sugacevschi a antrenat echipa „Războinicilor”.
În cadrul finalei de pe 16 decembrie 2018, Beatrice Olaru a fost desemnată câștigătoarea sezonului, după ce Alin Andronic a ales să abandoneze competiția.

## Schimbări

### Eliminările
Spre deosebire de primul sezon, în acest sezon telespectatorii nu vor mai avea posibilitatea de a-și vota concurenții favoriți. Eliminările se vor face pe criterii sportive.
Așadar, în acest sezon, din echipa pierzătoare doi concurenți vor fi nominalizați. Primul concurent nominalizat este cel care a obținut cele mai puține puncte în jocurile din săptămâna respectivă, iar al doilea concurent este nominalizat de către Jucătorul săptămânii. Cei doi concurenți nominalizați vor intra la duel. Duelurile au loc doar între persoane de același sex.  Cei doi concurenți nominalizați concurează pe un traseu de mai multe ori, plecând de la scorul 5-5. Pentru fiecare tură pierdută, concurentul/concurenta pierde câte un punct. Cel/cea care ajunge primul/prima la 0 puncte este eliminat/eliminată

### Jocurile
În acest sezon Jocul pentru cazare și-a schimbat denumirea în Jocul pentru vilă. Regulile jocului sunt aceleași ca în sezonul precedent, doar că de data aceasta echipa câștigătoare va locui într-o vilă luxoasă cu multe camere, piscină în grădină și vedere la ocean. Condițiile s-au îmbunătățit și în ceea ce privește locul în care va sta echipa pierzătoare. Baraca în care echipa va locui este spațioasă și dotată cu lumină electrică. De asemenea, în acest sezon au fost introduse noi jocuri: jocul pentru medialie, jocul special și panoul cu bani. 

### Regulamentul din finală
Finala a fost împărțită în 2 runde:  finala masculină/finala feminină și marea finală.

#### Finala masculină/finala feminină
În această rundă, meciurile au loc doar între finaliștii de același sex. Atât în finala masculină, cât și în cea feminină, concurenții intră pe un traseu de mai multe ori, plecând de la scorul 5-5. Pentru fiecare meci pierdut, concurentul/concurenta pierde câte un punct. Cel/cea care ajunge primul/prima la 0 puncte este eliminat/eliminată.

#### Marea finală
În marea finală, există patru trasee. Ambii finaliști și-au ales doua trasee. Se joacă o dată pe traseul ales de un finalist, o dată pe traseul ales de celălalt finalist. În situația în care scorul este egal, următorul traseu este al celui care are la general scorul mai mare, adică cele mai multe puncte din cele două trasee. Sunt întreceri individuale contracronometru, iar pentru fiecare traseu în parte se stabilește o medie la feminin și o medie la masculin. Pentru a obține un punct, finalistul/finalista trebuie să coboare sub media impusă. Fiecare meci se termină în momentul în care un finalist ajunge la 3 puncte, obținând 1 punct la scorul general.

## Concurenți
Emisiunea a debutat cu un număr de 20 de concurenți (10 vedete și 10 oameni obișnuiți). În episodul 11, celor 17 concurenți rămași în concurs li s-au alăturat alți 3 (Ferucio, Boboc și Dumitrescu). În episodul 13, alte două concurente au intrat în joc (Vancea și Senteș).  
Înlocuirile au avut loc după cum urmează:
- Episodul 27: Geamăn a intrat în joc în locul lui Boboc.
- Episodul 36: Linguraru a intrat în competiție în locul lui Senteș.
- Episodul 43: Nicolae a intrat în joc în urma abandonului lui Ferucio.
- Episodul 44: Vieru a intrat în joc în urma abandonului lui Vancea.
- Episodul 51: Predoi a intrat în competiție în locul lui Georgescu.

| Concurent(ă)                                                      | Echipa      | Play-off                                     | Status                                   | Medalii câștigate |
| ----------------------------------------------------------------- | ----------- | -------------------------------------------- | ---------------------------------------- | ----------------- |
| Silvia Stroescu 40, București fostă gimnastă artistică            | Faimoșii    |                                              | Prima eliminată Episodul 5               | 0                 |
| Marius „What's UP” Marian Ivancea 36, București cântăreț          | Faimoșii    | Abandon Episodul 6                           | 0                                        |                   |
| Adrian Blidaru 40, Pitești, Argeș jucător de baschet              | Faimoșii    | Al doilea eliminat Episodul 10               | 0                                        |                   |
| Călin Novăcescu 53, București antrenor de fitness & taekwondo     | Rǎzboinicii | Al treilea eliminat Episodul 15              | 0                                        |                   |
| Lili Sandu 46, București actriță                                  | Faimoșii    | A patra eliminată Episodul 20                | 0                                        |                   |
| Cristian Boboc 31, Constanța, Constanța atlet                     | Faimoșii    | Abandon medical Episodul 22                  | 0                                        |                   |
| Dan Condurache 72, București actor                                | Faimoșii    | Abandon medical Episodul 24                  | 0                                        |                   |
| Ana Simia Țăran 38, Toplița, Harghita office manager              | Rǎzboinicii | Descalificată Episodul 25                    | 1                                        |                   |
| Cătălin Dumitrescu 35, București model                            | Rǎzboinicii | Al cincilea eliminat Episodul 30             | 0                                        |                   |
| Diana Senteș 35, București antrenor personal                      | Rǎzboinicii | Abandon Episodul 31                          | 0                                        |                   |
| Naomi Muscă 27, Șiria, Arad studentă                              | Rǎzboinicii | A șasea eliminată Episodul 35                | 0                                        |                   |
| Damian George Ferucio 38, București fost luptător de karate       | Faimoșii    | Abandon medical Episodul 41                  | 0                                        |                   |
| Roxana Vancea 35, Târgu Jiu, Gorj antrenor de fitness             | Faimoșii    | Abandon Episodul 41                          | 0                                        |                   |
| Ana Georgescu 38, București fostă gimnastă ritmică                | Faimoșii    | Abandon medical Episodul 41                  | 1                                        |                   |
| Cristian Geamăn 54, București coregraf                            | Faimoșii    | Al șaptelea eliminat Episodul 45             | 0                                        |                   |
| Ciprian Silași 42, Sibiu, Sibiu interpret de muzică populară      | Rǎzboinicii | Al optulea eliminat Episodul 50              | 0                                        |                   |
| Paula Alexandra Vieru 36, Brașov, Brașov kinetoterapeut           | Faimoșii    | A noua eliminată Episodul 54                 | 0                                        |                   |
| Silviu Nicolae 36, București antrenor personal                    | Faimoșii    | Al zecelea eliminat Episodul 58              | 0                                        |                   |
| Doru Ana 68, București actor                                      | Faimoșii    | Abandon medical Episodul 60                  | 2                                        |                   |
| Monica Roșu 38, Bacău, Bacău fostă gimnastă                       | Faimoșii    | Abandon medical Episodul 62                  | 2                                        |                   |
| Mirel Drăgan 39, București luptător de Kempo                      | Faimoșii    | Abandon medical Episodul 64                  | 0                                        |                   |
| Cristina Simona Nedelcu 38, București fostă gimnastă aerobică     | Faimoșii    | Eliminată din cauza accidentării Episodul 66 | 1                                        |                   |
| Yamato Zaharia 30, București luptător de Kempo                    | Faimoșii    | Al unsprezecelea eliminat Episodul 68        | 0                                        |                   |
| Ana Maria Otvoș 38, Târgoviște, Dâmbovița antrenor de fitness     | Rǎzboinicii | Exatlon România                              | Abandon medical Episodul 70              | 4                 |
| Mădălina Linguraru 33, Roman, Neamț luptătoare de wrestling       | Războinicii | Exatlon România                              | A douăsprezecea eliminată Episodul 72    | 1                 |
| Doru Adrian Meseșan 43, Jibou, Sălaj antrenor de fitness          | Rǎzboinicii | Exatlon România                              | Al treisprezecelea eliminat Episodul 72  | 0                 |
| Mădălina Georgeta Predoi 33, Câmpina, Prahova antrenor de fitness | Faimoșii    | Exatlon România                              | A paisprezecea eliminată Episodul 73     | 1                 |
| Cristian Corneliu Pulhac 41, Iași, Iași jucător de fotbal         | Faimoșii    | Exatlon România                              | Al cincisprezecelea eliminat Episodul 73 | 0                 |
| Corina Petruț 28, Pitești, Argeș make-up artist                   | Rǎzboinicii | Exatlon România                              | A șaisprezecea eliminată Episodul 74     | 0                 |
| Iulian Sorin Pîtea 28, Râșnov, Brașov, Brașov instructor de schi  | Rǎzboinicii | Exatlon România                              | Al șaptesprezecelea eliminat Episodul 74 | 6                 |
| Alin Bogdan Andronic 37, Darmstadt student la economie            | Rǎzboinicii | Exatlon România                              | Locul secund / Abandon                   | 7                 |
| Beatrice Andreea Olaru 36, Botoșani, Botoșani antrenor de fitness | Rǎzboinicii | Exatlon România                              | Câștigătoare                             | 2                 |

## Antrenori
Cei doi antrenori au intrat în show în episodul 37.
| Antrenor                                                   | Echipa antrenată | Istoria Exatlon România | Istoria Exatlon România    | Istoria Exatlon România |
| Antrenor                                                   | Echipa antrenată | Sezon                   | Status                     |                         |
| ---------------------------------------------------------- | ---------------- | ----------------------- | -------------------------- | ----------------------- |
| Giani Kiriță 46, București fost fotbalist la clubul Dinamo | Faimoșii         | Sezonul 1               | Al cinsprezecelea eliminat |                         |
| Ionuț Sugacevschi 32, Galați, Galați kickboxer             | Rǎzboinicii      | Sezonul 1               | Locul secund               |                         |

## Rezultatele jocurilor

### Jocul pentru vilă
| Săptămâna | Episod | Echipa câștigătoare (Vilă) | Echipa pierzătoare (Baracă) | Scor | Bonus                                          |
| --------- | ------ | -------------------------- | --------------------------- | ---- | ---------------------------------------------- |
| 1         | 1      | Rǎzboinicii                | Faimoșii                    | 10-5 | Nu a existat                                   |
| 1         | 4      | Rǎzboinicii                | Faimoșii                    | 10-2 | Nu a existat                                   |
| 2         | 6      | Faimoșii                   | Rǎzboinicii                 | 10-7 | Nu a existat                                   |
| 2         | 9      | Rǎzboinicii                | Faimoșii                    | 10-4 | Nu a existat                                   |
| 3         | 11     | Rǎzboinicii                | Faimoșii                    | 10-9 | Nu a existat                                   |
| 3         | 13     | Rǎzboinicii                | Faimoșii                    | 10-4 | Nu a existat                                   |
| 4         | 16     | Faimoșii                   | Rǎzboinicii                 | 10-9 | Nu a existat                                   |
| 4         | 19     | Faimoșii                   | Rǎzboinicii                 | 10-7 | Nu a existat                                   |
| 5         | 21     | Faimoșii                   | Rǎzboinicii                 | 10-6 | Nu a existat                                   |
| 5         | 24     | Faimoșii                   | Rǎzboinicii                 | 10-5 | Mesaje și fotografii de la familie și prieteni |
| 6         | 26     | Faimoșii                   | Rǎzboinicii                 | 10-4 | Nu a existat                                   |
| 6         | 29     | Rǎzboinicii                | Faimoșii                    | 10-8 | Mesaje și fotografii de la familie și prieteni |
| 7         | 31     | Rǎzboinicii                | Faimoșii                    | 10-6 | Chipsuri Lay's                                 |
| 7         | 34     | Rǎzboinicii                | Faimoșii                    | 10-3 | Mesaje video de la prieteni                    |
| 8         | 36     | Rǎzboinicii                | Faimoșii                    | 10-5 | Articole sportive                              |
| 8         | 40     | Rǎzboinicii                | Faimoșii                    | 10-8 | Mesaje video de la familie                     |
| 9         | 44     | Faimoșii                   | Rǎzboinicii                 | 10-9 | Mesaje video de la prieteni                    |
| 10        | 46     | Rǎzboinicii                | Faimoșii                    | 10-9 | Batoane proteice                               |
| 10        | 49     | Rǎzboinicii                | Faimoșii                    | 10-7 | Mesaje video de la familie                     |
| 11        | 51     | Rǎzboinicii                | Faimoșii                    | 10-7 | Nu a existat                                   |
| 11        | 53     | Rǎzboinicii                | Faimoșii                    | 10-7 | Video Call cu familia și caiace                |
| 12        | 55     | Rǎzboinicii                | Faimoșii                    | 10-6 | Eclere                                         |
| 12        | 57     | Faimoșii                   | Rǎzboinicii                 | 10-8 | Petrecere                                      |
| 13        | 59     | Rǎzboinicii                | Faimoșii                    | 10-6 | Cereale                                        |
| 13        | 61     | Rǎzboinicii                | Faimoșii                    | 10-4 | Lecții de preparat sushi                       |
| 14        | 63     | Rǎzboinicii                | Faimoșii                    | 10-9 | Fructe                                         |
| 14        | 65     | Rǎzboinicii                | Faimoșii                    | 10-4 | Petrecere                                      |
| 15        | 67     | Rǎzboinicii                | Faimoșii                    | 10-7 | Papanași                                       |

### Best of game
- Numele scrise îngroșat reprezintă concurenții care au participat în ambele runde ale meciului.

| Săptămâna | Episod | Echipa câștigătoare | Scor | Premiu                                             | Participanți                     | Participanți                       |
| --------- | ------ | ------------------- | ---- | -------------------------------------------------- | -------------------------------- | ---------------------------------- |
| 1         | 1      | Rǎzboinicii         | 5-2  | Seară de film și popcorn                           | Ana Maria / Alin                 | Cristina / Yamato                  |
| 2         | 9      | Rǎzboinicii         | 7-5  | Muzică                                             | Ana Simia / Corina / Doru / Alin | Ana / Cristina / Cristi P. / Mirel |
| 3         | 11     | Rǎzboinicii         | 5-1  | Fotbal de masă                                     | Ana Simia / Iulian               | Monica / Yamato                    |
| 4         | 16     | Faimoșii            | 5-2  | Tenis de masă                                      | Lili / Ferucio                   | Beatrice / Doru                    |
| 5         | 21     | Faimoșii            | 7-6  | Excursie pe ocean și sporturi nautice              | Roxana / Ferucio                 | Naomi / Ciprian                    |
| 6         | 26     | Rǎzboinicii         | 7-4  | Vizionarea primului episod Exatlon din acest sezon | Beatrice / Ciprian               | Roxana / Ferucio                   |
| 9         | 41     | Faimoșii            | 5-4  | O tabletă                                          | Monica / Mirel                   | Mădălina L. / Iulian               |

Note
1. ↑  În episodul 9 au existat două runde și s-a jucat până la 7 puncte. În prima rundă au participat 2 băieți și 2 fete din fiecare echipă, urmând ca în cea de-a doua rundă să participe doar o singură fată și un singur băiat.

### Panoul cu bani
| Săptămâna | Episod | Echipa câștigătoare | Scor | Panoul cu bani | Panoul cu bani | Panoul cu bani |
| Săptămâna | Episod | Echipa câștigătoare | Scor | Reprezentant   | Suma câștigată | Premiul ales   |
| --------- | ------ | ------------------- | ---- | -------------- | -------------- | -------------- |
| 1         | 2      | Faimoșii            | 10-8 | Monica         | $5.000         | Hotel          |
| 2         | 8      | Rǎzboinicii         | 10-6 | Beatrice       | $5.000         | Hotel          |
| 3         | 12     | Rǎzboinicii         | 10-7 | Iulian         | $100           | Ieșire în oraș |
| 4         | 18/19  | Rǎzboinicii         | 10-8 | Ana Simia      | $100           | Ieșire în oraș |
| 5         | 22     | Rǎzboinicii         | 10-8 | Doru           | $100           | Ieșire în oraș |
| 6         | 27     | Faimoșii            | 10-6 | Cristian       | $100           | Ieșire în oraș |
| 7         | 32     | Rǎzboinicii         | 10-8 | Ana Maria      | $5.000         | Hotel          |
| 8         | 37     | Rǎzboinicii         | 10-8 | Ciprian        | $100           | Ieșire în oraș |
| 9         | 43     | Rǎzboinicii         | 10-7 | Corina         | $100           | Ieșire în oraș |
| 10        | 48     | Rǎzboinicii         | 10-2 | Alin           | $100           | Ieșire în oraș |
| 11        | 53     | Rǎzboinicii         | 10-2 | Mădălina L.    | $100           | Ieșire în oraș |
| 12        | 57     | Rǎzboinicii         | 10-5 | Ana Maria      | $100           | Ieșire în oraș |
| 13        | 61     | Rǎzboinicii         | 10-5 | Ionuț          | $100 + $200    | Ieșire în oraș |
| 14        | 65     | Faimoșii            | 10-4 | Giani          | $100           | Ieșire în oraș |

### Jocul pentru medalie
- Începând cu săptămâna a zecea, regulile Jocului pentru medalie s-au schimbat.[14]

| Săptămâna | Episod | Jocul feminin       | Jocul feminin | Jocul feminin                        | Jocul masculin      | Jocul masculin | Jocul masculin                       |
| Săptămâna | Episod | Cea mai rapidă fată | Timp          | Premiu                               | Cel mai rapid băiat | Timp           | Premiu                               |
| --------- | ------ | ------------------- | ------------- | ------------------------------------ | ------------------- | -------------- | ------------------------------------ |
| 1         | 3/4    | Ana Simia           | 02:03:37      |                                      | Iulian              | 01:51:11       |                                      |
| 2         | 6/7    | Monica              | 02:04:26      | Alin                                 | 01:28:40            |                |                                      |
| 3         | 13/14  | Ana                 | 01:40:51      | Alin                                 | 01:12:98            |                |                                      |
| 4         | 17/18  | Ana Maria           | 01:47:76      | Iulian                               | 01:16:24            |                |                                      |
| 5         | 23/24  | Beatrice            | 02:03:60      | Iulian                               | 01:35:72            |                |                                      |
| 6         | 28/29  | Cristina            | 01:33:59      | Alin                                 | 01:14:17            |                |                                      |
| 7         | 33     | Ana Maria           | 01:44:48      | Alin                                 | 01:25:91            |                |                                      |
| 8         | 39     | Ana Maria           | 01:17:07      | Iulian                               | 01:14:08            |                |                                      |
| Săptămâna | Episod | Jocul feminin       | Jocul feminin | Jocul feminin                        | Jocul masculin      | Jocul masculin | Jocul masculin                       |
| Săptămâna | Episod | Câștigătoare        | Scor          | Premiu                               | Câștigător          | Scor           | Premiu                               |
| 10        | 48/49  | Monica              | 2-1           | Plimbare cu bicicleta                | Alin                | 2-0            | Plimbare cu bicicleta                |
| 11        | 51/52  | Beatrice            | 2-0           | Curs de gătit prăjituri cu ciocolată | Alin                | 2-1            | Curs de gătit prăjituri cu ciocolată |
| 12        | 55/56  | Ana Maria           | 2-0           | Curs de gătit pizza                  | Alin                | 2-0            | Curs de gătit pizza                  |
| 13        | 59     | Mădălina L.         | 2-1           | Masaj                                | Iulian              | 2-0            | Masaj                                |
| 14        | 63     | Mădălina P.         | 2-0           | Mesaj video către o persoană dragă   | Iulian              | 2-1            | Mesaj video către o persoană dragă   |

### Jocul special
| Săptămâna | Episod | Echipa câștigătoare | Scor | Premiu                        |
| --------- | ------ | ------------------- | ---- | ----------------------------- |
| 3         | 14     | Faimoșii            | 10-6 | Restaurant                    |
| 5         | 23     | Rǎzboinicii         | 10-8 | Avantaj în Jocul de Eliminare |
| 6         | 28     | Faimoșii            | 10-5 | Avantaj în Jocul de Eliminare |
| 7         | 34     | Rǎzboinicii         | 10-2 | Avantaj în Jocul de Eliminare |
| 8         | 39     | Rǎzboinicii         | 10-4 | Avantaj în Jocul de Eliminare |
| 9         | 41     | Rǎzboinicii         | 10-6 | Avantaj în Jocul de Eliminare |
| 12        | 56     | Rǎzboinicii         | 7-1  | Avantaj în Jocul de Eliminare |
| 13        | 60     | Rǎzboinicii         | 10-6 | $200                          |

Note
1. ↑  Echipa câștigătoare a avut posibilitatea de a alege finalul  Jocului de Eliminare.
2. ↑  Echipa câștigătoare a avut posibilitatea de a alege un concurent din echipa adversă care nu va putea participa în Jocul de Eliminare. Faimoșii l-au ales pe Alin.
3. ↑  Echipa câștigătoare a avut posibilitatea de a alege finalul  Jocului de Eliminare.
4. ↑  Echipa pierzătoare va începe Jocul de Eliminare cu un punct în minus.
5. ↑  Echipa câștigătoare a avut posibilitatea de a alege un concurent din echipa adversă care nu va putea participa în Jocul de Eliminare. Războinicii au ales-o pe Cristina.
6. ↑  Echipa câștigătoare a avut posibilitatea de a selecta membrii echipei adverse cu care vor să joace în Jocul de Eliminare.

### Quiz Arena
| Săptămâna | Episod | Echipa câștigătoare | Scor | Premiu                 |
| --------- | ------ | ------------------- | ---- | ---------------------- |
| 3         | 14     | Rǎzboinicii         | 7-5  | Jocuri video           |
| 11        | 52     | Rǎzboinicii         | 5-3  | Petrecere de Halloween |
| 12        | 56     | Faimoșii            | 7-4  | O canapea              |

### Mini game
| Săptămâna | Episod | Echipa câștigătoare | Scor | Premiu                                                   | Numele jocului         |
| --------- | ------ | ------------------- | ---- | -------------------------------------------------------- | ---------------------- |
| 7         | 31     | Faimoșii            | 5-2  | Muzică                                                   | Ora de actorie/mima    |
| 7         | 34     | Faimoșii            | 10-8 | Un profesor de dans                                      | Harts                  |
| 8         | 36     | Faimoșii            | 5-0  | Lecții de lucru manual                                   | Ora de actorie/mima    |
| 8         | 38     | Faimoșii            | 5-0  | Caiete și pixuri                                         | Ora de desen           |
| 8         | 40     | Faimoșii            | 7-6  | Twister                                                  | Curling                |
| 9         | 42     | Rǎzboinicii         | 5-2  | Cărți de joc                                             | Ora de actorie/mima    |
| 9         | 44     | Faimoșii            | 5-4  | Vizionarea meciului Exatlon România contra Exatlon Mexic | Panoul cu puncte       |
| 10        | 46     | Faimoșii            | 5-4  | Teren de volei                                           | Ora de artă            |
| 10        | 47     | Rǎzboinicii         | 7-4  | Măști de oxigen                                          | -                      |
| 13        | 60     | Rǎzboinicii         | 7-3  | Vizionarea unui film                                     | Campionatul de handbal |
| 13        | 62     | Faimoșii            | 7-3  | Cărți dominicane de joc                                  | -                      |
| 15        | 67     | Rǎzboinicii         | 10-4 | Jocuri de societate                                      | Harts                  |

### Jocul de Eliminare
- Numele scris îngroșat reprezintă concurentul care a obținut cele mai puține puncte în săptămâna respectivă și este automat nominalizat.

| Săptămâna | Episod | Echipa câștigătoare | Scor | Jucătorul săptămânii | Duelul                 | Duelul               | Duelul               | Duelul       |
| Săptămâna | Episod | Echipa câștigătoare | Scor | Jucătorul săptămânii | Nominalizați           | Scor                 | Eliminat             | Descalificat |
| --------- | ------ | ------------------- | ---- | -------------------- | ---------------------- | -------------------- | -------------------- | ------------ |
| 1         | 5      | Războinicii         | 10-9 | Ana                  | Silvia & Lili          | 2-0                  | Silvia               |              |
| 2         | 10     | Războinicii         | 10-5 | Yamato               | Adrian & Cristi P.     | 5-0                  | Adrian               |              |
| 3         | 15     | Faimoșii            | 10-7 | Ana Maria            | Călin & Doru           | 3-0                  | Călin                |              |
| 4         | 20     | Războinicii         | 10-8 | Roxana               | Lili & Cristina        | 4-0                  | Lili                 |              |
| 5         | 25     | Faimoșii            | 10-7 | Ana Maria            | Diana & Ana Simia      | Duelul a fost anulat | Duelul a fost anulat | Ana Simia    |
| 6         | 30     | Faimoșii            | 10-8 | Ana Maria            | Cătălin & Doru         | 2-0                  | Cătălin              |              |
| 7         | 35     | Faimoșii            | 10-7 | Ana Maria            | Corina & Naomi         | 4-0                  | Naomi                |              |
| 9         | 45     | Războinicii         | 10-4 | Cristina             | Cristian & Mirel       | 1-0                  | Cristian             |              |
| 10        | 50     | Faimoșii            | 10-7 | Alin                 | Doru & Ciprian         | 2-0                  | Ciprian              |              |
| 11        | 54     | Războinicii         | 10-6 | Cristina             | Paula & Monica         | 3-0                  | Paula                |              |
| 12        | 58     | Războinicii         | 10-3 | Cristina             | Silviu & Mirel         | 5-0                  | Silviu               |              |
| 13        | 62     | Războinicii         | 10-3 | Cristina             | Mădălina P. & Monica   | Duelul a fost anulat | Duelul a fost anulat |              |
| 14        | 64     | Războinicii         | 10-9 | Cristina             | Mirel                  | Duelul a fost anulat | Duelul a fost anulat |              |
| 14        | 66     | Războinicii         | 10-5 |                      | Cristina & Mădălina P. | 3-2                  | Cristina             |              |
| 15        | 67     | Războinicii         | 10-4 | Cristi P. & Yamato   | 2-0                    | Yamato               |                      |              |

Note
1. ↑  În episodul 25, Ana Simia și-a exprimat intenția de a abandona duelul din motive de sănătate. Pentru abandonul său, Ana Simia a fost descalificată din competiție, iar duelul a fost anulat.
2. ↑  În episodul 62, Monica și-a exprimat intenția de a abandona concursul din cauza accidentărilor. Așadar, duelul a fost anulat.
3. ↑  În episodul 64, Mirel a abandonat concursul din cauza accidentărilor. Așadar, duelul a fost anulat.
4. ↑  În episodul 66, Cristina s-a accidentat în timpul duelului și a fost nevoită să părăsească competiția.

### Jocul internațional
| Săptămâna | Episod | Țara câștigătoare          | Țara pierzătoare | Scor | Premiu                                 |
| --------- | ------ | -------------------------- | ---------------- | ---- | -------------------------------------- |
| 1         | 3      | Statele Unite ale Americii | România          | 10-0 | Plimbare cu catamaranul                |
| 2         | 7      | Mexic                      | România          | 10-6 | Plimbare cu catamaranul                |
| 3         | 12     | Mexic                      | România          | 10-5 | Petrecere pe plajă                     |
| 4         | 17     | Statele Unite ale Americii | România          | 10-4 | Petrecere pe plajă și sporturi nautice |
| 8         | 38     | România                    | Mexic            | 10-6 | O cină la restaurant                   |
| 9         | 42     | Mexic                      | România          | 10-6 | O cină la restaurant                   |
| 10        | 47     | Mexic                      | România          | 10-7 | Petrecere de Halloween                 |
| 11        | 52     | Mexic                      | România          | 10-8 | O zi de sport și activități acvatice   |

## Play-off

### Jocul special
| Săptămâna | Episod | Jocul feminin | Jocul feminin | Jocul feminin | Jocul masculin | Jocul masculin | Jocul masculin |
| Săptămâna | Episod | Câștigătoare  | Scor          | Premiu        | Câștigător     | Scor           | Premiu         |
| --------- | ------ | ------------- | ------------- | ------------- | -------------- | -------------- | -------------- |
| 15        | 69     | Ana Maria     | 1-0-0-0-0     | 10.000 de lei | Iulian         | 1-0-0          | 10.000 de lei  |

### Mini game
- Numele scris îngroșat reprezintă câștigătorul jocului, iar cele scrise cursiv reprezintă concurenții care au beneficiat de premiu, fiind aleși de câștigător.

| Săptămâna | Episod | Câștigător                | Scor | Premiu       |
| --------- | ------ | ------------------------- | ---- | ------------ |
| 15        | 69     | Alin (Ana Maria & Corina) | 1-0  | Surfing      |
| 15        | 70     | Mădălina L.               | -    | 4.000 de lei |

### Jocul de eliminare
| Săptămâna | Episod | Concurenți | Concurenți | Concurenți | Concurenți | Concurenți       | Concurenți | Concurenți | Concurenți  | Concurenți             | Nominalizați            | Scor                 | Eliminat             |
| Săptămâna | Episod | Alin       | Ana Maria  | Beatrice   | Corina     | Cristi P.        | Doru       | Iulian     | Mădălina L. | Mădălina P.            | Nominalizați            | Scor                 | Eliminat             |
| --------- | ------ | ---------- | ---------- | ---------- | ---------- | ---------------- | ---------- | ---------- | ----------- | ---------------------- | ----------------------- | -------------------- | -------------------- |
| 15        | 70     | -          | 0 pct.     | 4 pct.     | 4 pct.     | -                | -          | -          | 4 pct.      | 3 pct.                 | Ana Maria & Mădălina P. | Duelul a fost anulat | Duelul a fost anulat |
| 16        | 71     | -          |            | 0 pct.     | 0 pct.     | 0 pct.           | 0 pct.     | 2 pct.     | 0 pct.      | 1 pct.                 |                         |                      |                      |
| 16        | 72     | 0 pct.     | 4 pct.     | 0 pct.     | 2 pct.     | 0 pct.           | -          | 0 pct.     | -           | Corina & Mădălina L.   | 5-0                     | Mădălina L.          |                      |
| 16        | 72     | 0 pct.     | 4 pct.     | 0 pct.     | 2 pct.     | 0 pct.           | -          | 0 pct.     | -           | Alin & Doru            | 3-0                     | Doru                 |                      |
| 16        | 73     | 0 pct.     | 0 pct.     | 1 pct.     | 0 pct.     |                  | 1 pct.     |            | 0 pct.      | Beatrice & Mădălina P. | 5-0                     | Mădălina P.          |                      |
| 16        | 73     | 0 pct.     | 0 pct.     | 1 pct.     | 0 pct.     | Alin & Cristi P. | 1 pct.     | 4-0        | 0 pct.      | Cristi P.              |                         |                      |                      |

Note
1. ↑  În episodul 70, Ana Maria a abandonat concursul în urma unei accidentări. Așadar, duelul a fost anulat.
2. ↑  În episodul 71, Alin nu a participat în prima rundă de play-off din cauza accidentării.

### Finala
Runda 1
| Săptămâna | Episod | Jocul feminin | Jocul feminin | Jocul feminin | Jocul masculin | Jocul masculin | Jocul masculin |
| Săptămâna | Episod | Câștigătoare  | Scor          | Eliminată     | Câștigător     | Scor           | Eliminat       |
| --------- | ------ | ------------- | ------------- | ------------- | -------------- | -------------- | -------------- |
| 16        | 74     | Beatrice      | 5-0           | Corina        | Alin           | 4-0            | Iulian         |

Runda finală
| Săptămâna | Episod | Câștigătoare | Scor general | Locul secund |
| --------- | ------ | ------------ | ------------ | ------------ |
| 16        | 74     | Beatrice     | 2-0          | Alin         |

Note
1. ↑  Alin a abandonat competiția. Așadar, Beatrice a câștigat finala.

## Tabelul nominalizărilor
| #                                                     | #                                                     | #                                                     | Săptămâna 1            | Săptămâna 2            | Săptămâna 3            | Săptămâna 4                   | Săptămâna 5                   | Săptămâna 6                   | Săptămâna 7                   | Săptămâna 8                   | Săptămâna 9                   | Săptămâna 10                  | Săptămâna 11                  | Săptămâna 12                  | Săptămâna 13                  | Săptămâna 14                  | Săptămâna 14                                   | Săptămâna 15                                   | Săptămâna 15                                   | Săptămâna 16                                   | Săptămâna 16                                   | Săptămâna 16                                   | Săptămâna 16                                   | Săptămâna 16           | Nominalizări primite |  |
| #                                                     | #                                                     | #                                                     | Săptămâna 1            | Săptămâna 2            | Săptămâna 3            | Săptămâna 4                   | Săptămâna 5                   | Săptămâna 6                   | Săptămâna 7                   | Săptămâna 8                   | Săptămâna 9                   | Săptămâna 10                  | Săptămâna 11                  | Săptămâna 12                  | Săptămâna 13                  | Episodul 64                   | Episodul 66                                    | Episodul 68                                    | Episodul 70                                    | Episodul 71                                    | Episodul 72                                    | Semifinala                                     | Finala                                         | Finala                 | Nominalizări primite |  |
| #                                                     | #                                                     | #                                                     | Săptămâna 1            | Săptămâna 2            | Săptămâna 3            | Săptămâna 4                   | Săptămâna 5                   | Săptămâna 6                   | Săptămâna 7                   | Săptămâna 8                   | Săptămâna 9                   | Săptămâna 10                  | Săptămâna 11                  | Săptămâna 12                  | Săptămâna 13                  | Episodul 64                   | Episodul 66                                    | Episodul 68                                    | Episodul 70                                    | Episodul 71                                    | Episodul 72                                    | Semifinala                                     | Runda 1                                        | Marea finală           | Nominalizări primite |  |
| ----------------------------------------------------- | ----------------------------------------------------- | ----------------------------------------------------- | ---------------------- | ---------------------- | ---------------------- | ----------------------------- | ----------------------------- | ----------------------------- | ----------------------------- | ----------------------------- | ----------------------------- | ----------------------------- | ----------------------------- | ----------------------------- | ----------------------------- | ----------------------------- | ---------------------------------------------- | ---------------------------------------------- | ---------------------------------------------- | ---------------------------------------------- | ---------------------------------------------- | ---------------------------------------------- | ---------------------------------------------- | ---------------------- | -------------------- |  |
|                                                       |                                                       | Beatrice                                              | Imună                  | Imună                  | Ineligibilă            | Imună                         | Salvată                       | Ineligibilă                   | Salvată                       | Salvată                       | Imună                         | Ineligibilă                   | Imună                         | Imună                         | Imună                         | Imună                         | Imună                                          | Imună                                          | Salvată                                        | Nu s-a salvat                                  | Salvată                                        | Nominalizată                                   | Câștigătoarea rundei                           | Câștigătoare           | 1                    |  |
|                                                       | Alin                                                  | Imun                                                  | Imun                   | Salvat                 | Imun                   | Ineligibil                    | Salvat                        | Ineligibil                    | Salvat                        | Imun                          | Jucătorul săptămânii          | Imun                          | Imun                          | Imun                          | Imun                          | Imun                          | Imun                                           | Ineligibil                                     | Nu a participat                                | Nominalizat                                    | Nominalizat                                    | Câștigătorul rundei                            | Locul secund / abandon                         | 2                      |                      |  |
|                                                       | Iulian                                                | Imun                                                  | Imun                   | Salvat                 | Imun                   | Ineligibil                    | Salvat                        | Ineligibil                    | Salvat                        | Imun                          | Salvat                        | Imun                          | Imun                          | Imun                          | Imun                          | Imun                          | Imun                                           | Ineligibil                                     | Salvată                                        | Salvată                                        | Salvat                                         | Eliminat                                       | Eliminat (Episodul 74)                         | 0                      |                      |  |
|                                                       | Corina                                                | Imună                                                 | Imună                  | Ineligibilă            | Imună                  | Salvată                       | Ineligibilă                   | Nominalizată                  | Salvată                       | Imună                         | Ineligibilă                   | Imună                         | Imună                         | Imună                         | Imună                         | Imună                         | Imună                                          | Salvată                                        | Nu s-a salvat                                  | Nominalizată                                   | Salvată                                        | Eliminată                                      | Eliminată (Episodul 74)                        | 2                      |                      |  |
|                                                       | Cristi P.                                             | Ineligibil                                            | Nominalizat            | Imun                   | Ineligibil             | Imun                          | Imun                          | Imun                          | Salvat                        | Salvat                        | Imun                          | Ineligibil                    | Salvat                        | Ineligibil                    | Salvat                        | Ineligibil                    | Nominalizat                                    | Ineligibil                                     | Nu s-a salvat                                  | Salvat                                         | Nominalizat                                    | Eliminat (Episodul 73)                         | Eliminat (Episodul 73)                         | 2                      |                      |  |
|                                                       | Mădălina P.                                           | Nu a fost în joc                                      | Nu a fost în joc       | Nu a fost în joc       | Nu a fost în joc       | Nu a fost în joc              | Nu a fost în joc              | Nu a fost în joc              | Nu a fost în joc              | Nu a fost în joc              | Nu a fost în joc              | Ineligibilă                   | Ineligibilă                   | Nominalizată                  | Ineligibilă                   | Nominalizată                  | Ineligibilă                                    | Nominalizată                                   | Salvată                                        | Salvată                                        | Nominalizată                                   | Eliminată (Episodul 73)                        | Eliminată (Episodul 73)                        | 4                      |                      |  |
|                                                       | Doru                                                  | Imun                                                  | Imun                   | Nominalizat            | Imun                   | Ineligibil                    | Nominalizat                   | Ineligibil                    | Salvat                        | Imun                          | Nominalizat                   | Imun                          | Imun                          | Imun                          | Imun                          | Imun                          | Imun                                           | Ineligibil                                     | Nu s-a salvat                                  | Nominalizat                                    | Eliminat (Episodul 72)                         | Eliminat (Episodul 72)                         | Eliminat (Episodul 72)                         | 4                      |                      |  |
|                                                       | Mădălina L.                                           | Nu a fost în joc                                      | Nu a fost în joc       | Nu a fost în joc       | Nu a fost în joc       | Nu a fost în joc              | Nu a fost în joc              | Nu a fost în joc              | Salvată                       | Imună                         | Ineligibilă                   | Imună                         | Imună                         | Imună                         | Imună                         | Imună                         | Imună                                          | Salvată                                        | Nu s-a salvat                                  | Nominalizată                                   | Eliminată (Episodul 72)                        | Eliminată (Episodul 72)                        | Eliminată (Episodul 72)                        | 1                      |                      |  |
|                                                       | Ana Maria                                             | Imună                                                 | Imună                  | Jucătorul săptămânii   | Imună                  | Jucătorul săptămânii          | Jucătorul săptămânii          | Jucătorul săptămânii          | Salvată                       | Imună                         | Ineligibilă                   | Imună                         | Imună                         | Imună                         | Imună                         | Imună                         | Imună                                          | Nominalizată                                   | Abandon medical (Episodul 70)                  | Abandon medical (Episodul 70)                  | Abandon medical (Episodul 70)                  | Abandon medical (Episodul 70)                  | Abandon medical (Episodul 70)                  | 1                      |                      |  |
|                                                       |                                                       | Yamato                                                | Ineligibil             | Jucătorul săptămânii   | Imun                   | Ineligibil                    | Imun                          | Imun                          | Imun                          | Salvat                        | Salvat                        | Imun                          | Ineligibil                    | Salvat                        | Ineligibil                    | Salvat                        | Ineligibil                                     | Nominalizat                                    | Eliminat (Episodul 68)                         | Eliminat (Episodul 68)                         | Eliminat (Episodul 68)                         | Eliminat (Episodul 68)                         | Eliminat (Episodul 68)                         | Eliminat (Episodul 68) | 1                    |  |
|                                                       | Cristina                                              | Salvată                                               | Ineligibilă            | Imună                  | Nominalizată           | Imună                         | Imună                         | Imună                         | Salvată                       | Jucătorul săptămânii          | Imună                         | Jucătorul săptămânii          | Jucătorul săptămânii          | Jucătorul săptămânii          | Jucătorul săptămânii          | Nominalizată                  | Eliminată din cauza accidentării (Episodul 66) | Eliminată din cauza accidentării (Episodul 66) | Eliminată din cauza accidentării (Episodul 66) | Eliminată din cauza accidentării (Episodul 66) | Eliminată din cauza accidentării (Episodul 66) | Eliminată din cauza accidentării (Episodul 66) | Eliminată din cauza accidentării (Episodul 66) | 2                      |                      |  |
|                                                       | Mirel                                                 | Ineligibil                                            | Salvat                 | Imun                   | Ineligibil             | Imun                          | Imun                          | Imun                          | Salvat                        | Nominalizat                   | Imun                          | Ineligibil                    | Nominalizat                   | Ineligibil                    | Nominalizat                   | Abandon medical (Episodul 64) | Abandon medical (Episodul 64)                  | Abandon medical (Episodul 64)                  | Abandon medical (Episodul 64)                  | Abandon medical (Episodul 64)                  | Abandon medical (Episodul 64)                  | Abandon medical (Episodul 64)                  | Abandon medical (Episodul 64)                  | 3                      |                      |  |
|                                                       | Monica                                                | Salvată                                               | Ineligibilă            | Imună                  | Salvată                | Imună                         | Imună                         | Imună                         | Salvată                       | Ineligibilă                   | Imună                         | Nominalizată                  | Ineligibilă                   | Nominalizată                  | Abandon medical (Episodul 62) | Abandon medical (Episodul 62) | Abandon medical (Episodul 62)                  | Abandon medical (Episodul 62)                  | Abandon medical (Episodul 62)                  | Abandon medical (Episodul 62)                  | Abandon medical (Episodul 62)                  | Abandon medical (Episodul 62)                  | Abandon medical (Episodul 62)                  | 2                      |                      |  |
|                                                       | Silviu                                                | Nu a fost în joc                                      | Nu a fost în joc       | Nu a fost în joc       | Nu a fost în joc       | Nu a fost în joc              | Nu a fost în joc              | Nu a fost în joc              | Nu a fost în joc              | Ineligibil                    | Imun                          | Ineligibil                    | Nominalizat                   | Eliminat (Episodul 58)        | Eliminat (Episodul 58)        | Eliminat (Episodul 58)        | Eliminat (Episodul 58)                         | Eliminat (Episodul 58)                         | Eliminat (Episodul 58)                         | Eliminat (Episodul 58)                         | Eliminat (Episodul 58)                         | Eliminat (Episodul 58)                         | Eliminat (Episodul 58)                         | 1                      |                      |  |
|                                                       | Paula                                                 | Nu a fost în joc                                      | Nu a fost în joc       | Nu a fost în joc       | Nu a fost în joc       | Nu a fost în joc              | Nu a fost în joc              | Nu a fost în joc              | Nu a fost în joc              | Ineligibilă                   | Imună                         | Nominalizată                  | Eliminată (Episodul 54)       | Eliminată (Episodul 54)       | Eliminată (Episodul 54)       | Eliminată (Episodul 54)       | Eliminată (Episodul 54)                        | Eliminată (Episodul 54)                        | Eliminată (Episodul 54)                        | Eliminată (Episodul 54)                        | Eliminată (Episodul 54)                        | Eliminată (Episodul 54)                        | Eliminată (Episodul 54)                        | 1                      |                      |  |
|                                                       | Ciprian                                               | Imun                                                  | Imun                   | Salvat                 | Imun                   | Ineligibil                    | Salvat                        | Ineligibil                    | Salvat                        | Imun                          | Nominalizat                   | Eliminat (Episodul 50)        | Eliminat (Episodul 50)        | Eliminat (Episodul 50)        | Eliminat (Episodul 50)        | Eliminat (Episodul 50)        | Eliminat (Episodul 50)                         | Eliminat (Episodul 50)                         | Eliminat (Episodul 50)                         | Eliminat (Episodul 50)                         | Eliminat (Episodul 50)                         | Eliminat (Episodul 50)                         | Eliminat (Episodul 50)                         | 1                      |                      |  |
|                                                       | Cristian                                              | Nu a fost în joc                                      | Nu a fost în joc       | Nu a fost în joc       | Nu a fost în joc       | Nu a fost în joc              | Imun                          | Imun                          | Salvat                        | Nominalizat                   | Eliminat (Episodul 45)        | Eliminat (Episodul 45)        | Eliminat (Episodul 45)        | Eliminat (Episodul 45)        | Eliminat (Episodul 45)        | Eliminat (Episodul 45)        | Eliminat (Episodul 45)                         | Eliminat (Episodul 45)                         | Eliminat (Episodul 45)                         | Eliminat (Episodul 45)                         | Eliminat (Episodul 45)                         | Eliminat (Episodul 45)                         | Eliminat (Episodul 45)                         | 1                      |                      |  |
|                                                       | Ana                                                   | Jucătorul săptămânii                                  | Ineligibilă            | Imună                  | Salvată                | Imună                         | Imună                         | Imună                         | Salvată                       | Abandon medical (Episodul 41) | Abandon medical (Episodul 41) | Abandon medical (Episodul 41) | Abandon medical (Episodul 41) | Abandon medical (Episodul 41) | Abandon medical (Episodul 41) | Abandon medical (Episodul 41) | Abandon medical (Episodul 41)                  | Abandon medical (Episodul 41)                  | Abandon medical (Episodul 41)                  | Abandon medical (Episodul 41)                  | Abandon medical (Episodul 41)                  | Abandon medical (Episodul 41)                  | Abandon medical (Episodul 41)                  | 0                      |                      |  |
|                                                       | Roxana                                                | Nu a fost în joc                                      | Nu a fost în joc       | Imună                  | Jucătorul săptămânii   | Imună                         | Imună                         | Imună                         | Salvată                       | Abandon (Episodul 41)         | Abandon (Episodul 41)         | Abandon (Episodul 41)         | Abandon (Episodul 41)         | Abandon (Episodul 41)         | Abandon (Episodul 41)         | Abandon (Episodul 41)         | Abandon (Episodul 41)                          | Abandon (Episodul 41)                          | Abandon (Episodul 41)                          | Abandon (Episodul 41)                          | Abandon (Episodul 41)                          | Abandon (Episodul 41)                          | Abandon (Episodul 41)                          | 0                      |                      |  |
|                                                       | Ferucio                                               | Nu a fost în joc                                      | Nu a fost în joc       | Imun                   | Ineligibil             | Imun                          | Imun                          | Imun                          | Salvat                        | Abandon medical (Episodul 41) | Abandon medical (Episodul 41) | Abandon medical (Episodul 41) | Abandon medical (Episodul 41) | Abandon medical (Episodul 41) | Abandon medical (Episodul 41) | Abandon medical (Episodul 41) | Abandon medical (Episodul 41)                  | Abandon medical (Episodul 41)                  | Abandon medical (Episodul 41)                  | Abandon medical (Episodul 41)                  | Abandon medical (Episodul 41)                  | Abandon medical (Episodul 41)                  | Abandon medical (Episodul 41)                  | 0                      |                      |  |
|                                                       | Naomi                                                 | Imună                                                 | Imună                  | Ineligibilă            | Imună                  | Salvată                       | Ineligibilă                   | Nominalizată                  | Eliminată (Episodul 35)       | Eliminată (Episodul 35)       | Eliminată (Episodul 35)       | Eliminată (Episodul 35)       | Eliminată (Episodul 35)       | Eliminată (Episodul 35)       | Eliminată (Episodul 35)       | Eliminată (Episodul 35)       | Eliminată (Episodul 35)                        | Eliminată (Episodul 35)                        | Eliminată (Episodul 35)                        | Eliminată (Episodul 35)                        | Eliminată (Episodul 35)                        | Eliminată (Episodul 35)                        | Eliminată (Episodul 35)                        | 1                      |                      |  |
|                                                       | Diana                                                 | Nu a fost în joc                                      | Nu a fost în joc       | Ineligibilă            | Imună                  | Nominalizată                  | Ineligibilă                   | Abandon (Episodul 31)         | Abandon (Episodul 31)         | Abandon (Episodul 31)         | Abandon (Episodul 31)         | Abandon (Episodul 31)         | Abandon (Episodul 31)         | Abandon (Episodul 31)         | Abandon (Episodul 31)         | Abandon (Episodul 31)         | Abandon (Episodul 31)                          | Abandon (Episodul 31)                          | Abandon (Episodul 31)                          | Abandon (Episodul 31)                          | Abandon (Episodul 31)                          | Abandon (Episodul 31)                          | Abandon (Episodul 31)                          | 1                      |                      |  |
|                                                       | Cătălin                                               | Nu a fost în joc                                      | Nu a fost în joc       | Ineligibil             | Imun                   | Ineligibil                    | Nominalizat                   | Eliminat (Episodul 30)        | Eliminat (Episodul 30)        | Eliminat (Episodul 30)        | Eliminat (Episodul 30)        | Eliminat (Episodul 30)        | Eliminat (Episodul 30)        | Eliminat (Episodul 30)        | Eliminat (Episodul 30)        | Eliminat (Episodul 30)        | Eliminat (Episodul 30)                         | Eliminat (Episodul 30)                         | Eliminat (Episodul 30)                         | Eliminat (Episodul 30)                         | Eliminat (Episodul 30)                         | Eliminat (Episodul 30)                         | Eliminat (Episodul 30)                         | 1                      |                      |  |
|                                                       | Ana Simia                                             | Imună                                                 | Imună                  | Ineligibilă            | Imună                  | Nominalizată                  | Descalificată (Episodul 25)   | Descalificată (Episodul 25)   | Descalificată (Episodul 25)   | Descalificată (Episodul 25)   | Descalificată (Episodul 25)   | Descalificată (Episodul 25)   | Descalificată (Episodul 25)   | Descalificată (Episodul 25)   | Descalificată (Episodul 25)   | Descalificată (Episodul 25)   | Descalificată (Episodul 25)                    | Descalificată (Episodul 25)                    | Descalificată (Episodul 25)                    | Descalificată (Episodul 25)                    | Descalificată (Episodul 25)                    | Descalificată (Episodul 25)                    | Descalificată (Episodul 25)                    | 1                      |                      |  |
|                                                       | Cristi B.                                             | Nu a fost în joc                                      | Nu a fost în joc       | Imun                   | Ineligibil             | Abandon medical (Episodul 22) | Abandon medical (Episodul 22) | Abandon medical (Episodul 22) | Abandon medical (Episodul 22) | Abandon medical (Episodul 22) | Abandon medical (Episodul 22) | Abandon medical (Episodul 22) | Abandon medical (Episodul 22) | Abandon medical (Episodul 22) | Abandon medical (Episodul 22) | Abandon medical (Episodul 22) | Abandon medical (Episodul 22)                  | Abandon medical (Episodul 22)                  | Abandon medical (Episodul 22)                  | Abandon medical (Episodul 22)                  | Abandon medical (Episodul 22)                  | Abandon medical (Episodul 22)                  | Abandon medical (Episodul 22)                  | 0                      |                      |  |
|                                                       | Lili                                                  | Nominalizată                                          | Ineligibilă            | Imună                  | Nominalizată           | Eliminată (Episodul 20)       | Eliminată (Episodul 20)       | Eliminată (Episodul 20)       | Eliminată (Episodul 20)       | Eliminată (Episodul 20)       | Eliminată (Episodul 20)       | Eliminată (Episodul 20)       | Eliminată (Episodul 20)       | Eliminată (Episodul 20)       | Eliminată (Episodul 20)       | Eliminată (Episodul 20)       | Eliminată (Episodul 20)                        | Eliminată (Episodul 20)                        | Eliminată (Episodul 20)                        | Eliminată (Episodul 20)                        | Eliminată (Episodul 20)                        | Eliminată (Episodul 20)                        | Eliminată (Episodul 20)                        | 2                      |                      |  |
|                                                       | Călin                                                 | Imun                                                  | Imun                   | Nominalizat            | Eliminat (Episodul 15) | Eliminat (Episodul 15)        | Eliminat (Episodul 15)        | Eliminat (Episodul 15)        | Eliminat (Episodul 15)        | Eliminat (Episodul 15)        | Eliminat (Episodul 15)        | Eliminat (Episodul 15)        | Eliminat (Episodul 15)        | Eliminat (Episodul 15)        | Eliminat (Episodul 15)        | Eliminat (Episodul 15)        | Eliminat (Episodul 15)                         | Eliminat (Episodul 15)                         | Eliminat (Episodul 15)                         | Eliminat (Episodul 15)                         | Eliminat (Episodul 15)                         | Eliminat (Episodul 15)                         | Eliminat (Episodul 15)                         | 1                      |                      |  |
|                                                       | Adrian                                                | Ineligibil                                            | Nominalizat            | Eliminat (Episodul 10) | Eliminat (Episodul 10) | Eliminat (Episodul 10)        | Eliminat (Episodul 10)        | Eliminat (Episodul 10)        | Eliminat (Episodul 10)        | Eliminat (Episodul 10)        | Eliminat (Episodul 10)        | Eliminat (Episodul 10)        | Eliminat (Episodul 10)        | Eliminat (Episodul 10)        | Eliminat (Episodul 10)        | Eliminat (Episodul 10)        | Eliminat (Episodul 10)                         | Eliminat (Episodul 10)                         | Eliminat (Episodul 10)                         | Eliminat (Episodul 10)                         | Eliminat (Episodul 10)                         | Eliminat (Episodul 10)                         | Eliminat (Episodul 10)                         | 1                      |                      |  |
|                                                       | What's UP                                             | Ineligibil                                            | Abandon (Episodul 6)   | Abandon (Episodul 6)   | Abandon (Episodul 6)   | Abandon (Episodul 6)          | Abandon (Episodul 6)          | Abandon (Episodul 6)          | Abandon (Episodul 6)          | Abandon (Episodul 6)          | Abandon (Episodul 6)          | Abandon (Episodul 6)          | Abandon (Episodul 6)          | Abandon (Episodul 6)          | Abandon (Episodul 6)          | Abandon (Episodul 6)          | Abandon (Episodul 6)                           | Abandon (Episodul 6)                           | Abandon (Episodul 6)                           | Abandon (Episodul 6)                           | Abandon (Episodul 6)                           | Abandon (Episodul 6)                           | Abandon (Episodul 6)                           | 0                      |                      |  |
|                                                       | Silvia                                                | Nominalizată                                          | Eliminată (Episodul 5) | Eliminată (Episodul 5) | Eliminată (Episodul 5) | Eliminată (Episodul 5)        | Eliminată (Episodul 5)        | Eliminată (Episodul 5)        | Eliminată (Episodul 5)        | Eliminată (Episodul 5)        | Eliminată (Episodul 5)        | Eliminată (Episodul 5)        | Eliminată (Episodul 5)        | Eliminată (Episodul 5)        | Eliminată (Episodul 5)        | Eliminată (Episodul 5)        | Eliminată (Episodul 5)                         | Eliminată (Episodul 5)                         | Eliminată (Episodul 5)                         | Eliminată (Episodul 5)                         | Eliminată (Episodul 5)                         | Eliminată (Episodul 5)                         | Eliminată (Episodul 5)                         | 1                      |                      |  |
|                                                       |                                                       |                                                       |                        |                        |                        |                               |                               |                               |                               |                               |                               |                               |                               |                               |                               |                               |                                                |                                                |                                                |                                                |                                                |                                                |                                                |                        |                      |  |
| Primul nominalizat (cele mai puține puncte)           | Primul nominalizat (cele mai puține puncte)           | Primul nominalizat (cele mai puține puncte)           | Silvia                 | Adrian                 | Călin                  | Lili                          | Diana                         | Cătălin                       | Corina                        | Nu a existat                  | Cristian                      | Doru                          | Paula                         | Silviu                        | Mădălina P.                   | Mirel                         | Cristina & Mădălina P.                         | Cristi P. & Yamato                             | Ana Maria & Mădălina P.                        | Nu a existat                                   | Corina & Mădălina L. Alin & Doru               | Beatrice & Mădălina P. Alin & Cristi P.        | -                                              | -                      |                      |  |
| Al doilea nominalizat (de către Jucătorul săptămânii) | Al doilea nominalizat (de către Jucătorul săptămânii) | Al doilea nominalizat (de către Jucătorul săptămânii) | Lili                   | Cristi P.              | Doru                   | Cristina                      | Ana Simia                     | Doru                          | Naomi                         | Nu a existat                  | Mirel                         | Ciprian                       | Monica                        | Mirel                         | Monica                        | Nu a existat                  | Cristina & Mădălina P.                         | Cristi P. & Yamato                             | Ana Maria & Mădălina P.                        | Nu a existat                                   | Corina & Mădălina L. Alin & Doru               | Beatrice & Mădălina P. Alin & Cristi P.        | -                                              | -                      |                      |  |
| Descalificat                                          | Descalificat                                          | Descalificat                                          | -                      | -                      | -                      | -                             | Ana Simia                     | -                             | -                             | -                             | -                             | -                             | -                             | -                             | -                             | -                             | -                                              | -                                              | -                                              | -                                              | -                                              | -                                              | -                                              | -                      |                      |  |
| Abandon                                               | Abandon                                               | Abandon                                               | -                      | What's UP              | -                      | -                             | Cristi B.                     | -                             | Diana                         | -                             | Ferucio, Roxana, Ana          | -                             | -                             | -                             | Monica                        | Mirel                         | -                                              | -                                              | Ana Maria                                      | -                                              | -                                              | -                                              | -                                              | -                      |                      |  |
| Eliminat                                              | Eliminat                                              | Eliminat                                              | Silvia                 | Adrian                 | Călin                  | Lili                          | Nu a existat                  | Cătălin                       | Naomi                         | Nu a existat                  | Cristian                      | Ciprian                       | Paula                         | Silviu                        | Nu a existat                  | Nu a existat                  | Cristina                                       | Yamato                                         | Nu a existat                                   | Nu a existat                                   | Mădălina L.                                    | Mădălina P.                                    | Corina                                         | Alin                   |                      |  |
| Eliminat                                              | Eliminat                                              | Eliminat                                              | Silvia                 | Adrian                 | Călin                  | Lili                          | Nu a existat                  | Cătălin                       | Naomi                         | Nu a existat                  | Cristian                      | Ciprian                       | Paula                         | Silviu                        | Nu a existat                  | Nu a existat                  | Cristina                                       | Yamato                                         | Nu a existat                                   | Nu a existat                                   | Doru                                           | Cristi P.                                      | Iulian                                         | Beatrice               |                      |  |
| Referințe                                             | Referințe                                             | Referințe                                             | [ 15 ]                 | [ 16 ] [ 17 ]          | [ 18 ]                 | [ 19 ]                        | [ 20 ] [ 21 ]                 | [ 22 ]                        | [ 23 ] [ 24 ]                 | [ 25 ]                        | [ 26 ] [ 27 ] [ 28 ] [ 29 ]   | [ 30 ]                        | [ 31 ]                        | [ 32 ]                        | [ 33 ]                        | [ 34 ]                        | [ 35 ]                                         | [ 36 ]                                         | [ 37 ]                                         | -                                              | [ 38 ]                                         | [ 39 ] [ 40 ]                                  | [ 41 ] [ 42 ]                                  | [ 43 ]                 |                      |  |

Legendă:
     Concurentul a făcut parte din echipa care a câștigat Jocul de Eliminare.
     Concurentul nu a putut fi ales să participe la Duel.
     Concurentul nu a putut fi ales să participe la Duel, deoarece a avut imunitate.
Note
1. ↑  În săptămâna 8, pentru ca cei doi antrenori să aibă posibilitatea de a-și cunoaște mai bine echipa, nu s-a jucat Jocul de Eliminare.
2. ↑  În episodul 71, Alin nu a participat în prima rundă de play-off din cauza accidentării.

## Audiențe
| Săptămână | Episod | Data difuzării     | Poziție în grilă | Segment de public | Segment de public | Segment de public | Segment de public | Segment de public     | Segment de public     | Segment de public     | Surse         |
| Săptămână | Episod | Data difuzării     | Poziție în grilă | Național          | Național          | Național          | Național          | Comercial (18–49 ani) | Comercial (18–49 ani) | Comercial (18–49 ani) | Surse         |
| Săptămână | Episod | Data difuzării     | Poziție în grilă | Loc               | Medie (mii)       | Rating (%)        | Cotă (%)          | Loc                   | Rating (%)            | Cotă (%)              | Surse         |
| --------- | ------ | ------------------ | ---------------- | ----------------- | ----------------- | ----------------- | ----------------- | --------------------- | --------------------- | --------------------- | ------------- |
| 1         | 1      | 29 august 2018     | miercuri, 19:30  | 1                 | 1 233             | 6,9               | 16,7              | 2                     | 5,7                   | 16,6                  | [ 44 ]        |
| 1         | 2      | 30 august 2018     | joi, 19:30       | 2                 | 1 245             | 7,0               | 17,6              | 2                     | 5,2                   | 17,4                  | [ 45 ]        |
| 1         | 3      | 31 august 2018     | vineri, 19:30    | 1                 | 1 082             | 6,0               | 17,1              | 2                     | 3,6                   | 13,8                  | [ 46 ]        |
| 1         | 4      | 1 septembrie 2018  | sâmbătă, 19:30   | 1                 | 986               | 5,5               | 15,1              | 2                     | 4,3                   | 15,6                  | [ 47 ]        |
| 1         | 5      | 2 septembrie 2018  | duminică, 19:30  | 1                 | 1 127             | 6,3               | 15,5              | 3                     | 3,9                   | 11,4                  | [ 48 ]        |
| 2         | 6      | 5 septembrie 2018  | miercuri, 19:30  | 2                 | 1 199             | 6,7               | 15,8              | 3                     | 5,0                   | 14,6                  | [ 49 ]        |
| 2         | 7      | 6 septembrie 2018  | joi, 19:30       | 1                 | 1 284             | 7,2               | 18,2              | 2                     | 5,0                   | 15,4                  | [ 50 ]        |
| 2         | 8      | 7 septembrie 2018  | vineri, 19:30    |                   |                   |                   |                   |                       |                       |                       |               |
| 2         | 9      | 8 septembrie 2018  | sâmbătă, 19:30   | 2                 | 958               | 5,3               | 13,2              | 3                     | 3,5                   | 11,9                  | [ 51 ]        |
| 2         | 10     | 9 septembrie 2018  | duminică, 19:30  | 2                 | 1 134             | 6,3               | 14,3              | 3                     | 4,0                   | 11,1                  | [ 52 ]        |
| 3         | 11     | 12 septembrie 2018 | miercuri, 19:30  | 1                 | 1 211             | 6,8               | 15,3              | 3                     | 4,6                   | 13,4                  | [ 53 ]        |
| 3         | 12     | 13 septembrie 2018 | joi, 19:30       | 2                 | 870               | 4,9               | 12,3              | 3                     | 3,6                   | 11,4                  | [ 54 ]        |
| 3         | 13     | 14 septembrie 2018 | vineri, 19:30    | 2                 | 1 132             | 6,3               | 15,5              | 2                     | 4,4                   | 13,4                  | [ 55 ]        |
| 3         | 14     | 15 septembrie 2018 | sâmbătă, 19:30   |                   |                   |                   |                   |                       |                       |                       |               |
| 3         | 15     | 16 septembrie 2018 | duminică, 19:30  | 1                 | 1 232             | 6,8               | 15,0              | 3                     | 4,5                   | 11,6                  | [ 56 ]        |
| 4         | 16     | 19 septembrie 2018 | miercuri, 19:45  | 2                 | 1 067             | 6,0               | 14,1              | 3                     | 3,4                   | 11,1                  | [ 57 ]        |
| 4         | 17     | 20 septembrie 2018 | joi, 19:45       | 2                 | 964               | 5,4               | 13,5              | 3                     | 3,1                   | 10,7                  | [ 58 ]        |
| 4         | 18     | 21 septembrie 2018 | vineri, 19:45    | 2                 | 1 090             | 6,1               | 14,6              | 3                     | 3,1                   | 9,6                   | [ 59 ]        |
| 4         | 19     | 22 septembrie 2018 | sâmbătă, 19:45   | 2                 | 1 020             | 5,7               | 14,3              | 3                     | 3,0                   | 10,7                  | [ 60 ]        |
| 4         | 20     | 23 septembrie 2018 | duminică, 19:45  | 2                 | 1 019             | 5,7               | 12,3              | 3                     | 3,5                   | 9,7                   | [ 61 ]        |
| 5         | 21     | 26 septembrie 2018 | miercuri, 19:45  | 2                 | 1 136             | 6,3               | 13,9              | 3                     | 3,5                   | 9,6                   | [ 62 ]        |
| 5         | 22     | 27 septembrie 2018 | joi, 19:45       | 2                 | 1 046             | 5,8               | 13,6              | 2                     | 4,1                   | 10,2                  | [ 63 ]        |
| 5         | 23     | 28 septembrie 2018 | vineri, 19:45    | 2                 | 1 080             | 6,0               | 14,4              | 3                     | 2,8                   | 8,3                   | [ 64 ]        |
| 5         | 24     | 29 septembrie 2018 | sâmbătă, 19:45   |                   |                   |                   |                   |                       |                       |                       |               |
| 5         | 25     | 30 septembrie 2018 | duminică, 19:45  | 2                 | 1 164             | 6,5               | 13,3              | 3                     | 4,1                   | 10,4                  | [ 65 ]        |
| 6         | 26     | 3 octombrie 2018   | miercuri, 19:45  | 3                 | 1 052             | 5,9               | 13,2              | 3                     | 4,1                   | 11,5                  | [ 66 ]        |
| 6         | 27     | 4 octombrie 2018   | joi, 19:45       | 2                 | 1 061             | 5,9               | 12,5              | 2                     | 3,5                   | 10,4                  | [ 67 ]        |
| 6         | 28     | 5 octombrie 2018   | vineri, 19:45    | 2                 | 1 089             | 6,1               | 14,0              | 2                     | 3,5                   | 10,3                  | [ 68 ]        |
| 6         | 29     | 6 octombrie 2018   | sâmbătă, 19:45   |                   |                   |                   |                   |                       |                       |                       |               |
| 6         | 30     | 7 octombrie 2018   | duminică, 19:45  | 1                 | 1 176             | 6,6               | 15,0              | 3                     | 3,9                   | 11,0                  | [ 69 ]        |
| 7         | 31     | 10 octombrie 2018  | miercuri, 19:45  | 2                 | 1 086             | 6,1               | 13,6              | 3                     | 4,1                   | 11,9                  | [ 70 ]        |
| 7         | 32     | 11 octombrie 2018  | joi, 19:45       | 2                 | 1 025             | 5,7               | 15,2              | 3                     | 3,8                   | 12,2                  | [ 71 ]        |
| 7         | 33     | 12 octombrie 2018  | vineri, 19:45    | 2                 | 1 135             | 6,3               | 14,6              | 3                     | 3,7                   | 11,1                  | [ 72 ]        |
| 7         | 34     | 13 octombrie 2018  | sâmbătă, 19:45   |                   |                   |                   |                   |                       |                       |                       |               |
| 7         | 35     | 14 octombrie 2018  | duminică, 19:45  | 2                 | 1 204             | 6,7               | 13,6              | 3                     | 4,0                   | 10,4                  | [ 73 ]        |
| 8         | 36     | 17 octombrie 2018  | miercuri, 19:45  | 2                 | 1 289             | 7,2               | 15,3              | 3                     | 3,8                   | 10,6                  | [ 74 ]        |
| 8         | 37     | 18 octombrie 2018  | joi, 19:45       | 2                 | 1 169             | 6,5               | 15,8              | 2                     | 4,1                   | 12,6                  | [ 75 ]        |
| 8         | 38     | 19 octombrie 2018  | vineri, 19:45    | 2                 | 1 074             | 6,0               | 13,8              | 2                     | 4,4                   | 12,8                  | [ 76 ]        |
| 8         | 39     | 20 octombrie 2018  | sâmbătă, 19:45   | 1                 | 1 418             | 7,9               | 18,5              |                       |                       |                       | [ 77 ]        |
| 8         | 40     | 21 octombrie 2018  | duminică, 19:45  | 1                 | 1 312             | 7,3               | 16,4              |                       |                       |                       | [ 77 ]        |
| 9         | 41     | 24 octombrie 2018  | miercuri, 19:45  | 3                 | 1 229             | 6,9               | 14,2              | 3                     | 5,2                   | 14,0                  | [ 78 ]        |
| 9         | 42     | 25 octombrie 2018  | joi, 19:45       | 2                 | 1 254             | 7,0               | 14,4              | 2                     | 4,8                   | 13,5                  | [ 79 ]        |
| 9         | 43     | 26 octombrie 2018  | vineri, 19:45    | 2                 | 1 320             | 7,4               | 16,7              | 2                     | 4,7                   | 14,3                  | [ 80 ]        |
| 9         | 44     | 27 octombrie 2018  | sâmbătă, 19:45   | 1                 | 1 258             | 7,0               | 15,9              | 3                     | 4,2                   | 12,6                  | [ 81 ]        |
| 9         | 45     | 28 octombrie 2018  | duminică, 19:45  | 2                 | 1 318             | 7,7               | 15,2              | 3                     | 4,7                   | 11,9                  | [ 82 ]        |
| 10        | 46     | 31 octombrie 2018  | miercuri, 19:45  | 2                 | 1 316             | 7,3               | 15,9              | 3                     | 5,3                   | 15,3                  | [ 83 ]        |
| 10        | 47     | 1 noiembrie 2018   | joi, 19:45       | 2                 | 1 328             | 7,4               | 15,2              | 3                     | 4,1                   | 11,6                  | [ 84 ]        |
| 10        | 48     | 2 noiembrie 2018   | vineri, 19:45    | 2                 | 1 114             | 6,2               | 14,7              | 2                     | 4,9                   | 14,3                  | [ 85 ]        |
| 10        | 49     | 3 noiembrie 2018   | sâmbătă, 19:45   |                   |                   |                   |                   |                       |                       |                       |               |
| 10        | 50     | 4 noiembrie 2018   | duminică, 19:45  |                   |                   |                   |                   |                       |                       |                       |               |
| 11        | 51     | 8 noiembrie 2018   | joi, 19:45       | 2                 | 1 309             | 7,3               | 15,0              | 2                     | 5,6                   | 15,0                  | [ 86 ]        |
| 11        | 52     | 9 noiembrie 2018   | vineri, 19:45    | 2                 | 1 221             | 6,8               | 15,5              | 2                     | 4,6                   | 13,5                  | [ 87 ]        |
| 11        | 53     | 10 noiembrie 2018  | sâmbătă, 19:45   | 2                 | 1 231             | 6,9               | 15,1              | 3                     | 4,8                   | 14,0                  | [ 88 ] [ 89 ] |
| 11        | 54     | 11 noiembrie 2018  | duminică, 19:45  | 1                 | 1 313             | 7,3               | 15,5              | 4                     | 5,3                   | 12,2                  | [ 90 ]        |
| 12        | 55     | 15 noiembrie 2018  | joi, 19:45       |                   |                   |                   |                   |                       |                       |                       |               |
| 12        | 56     | 16 noiembrie 2018  | vineri, 19:45    | 1                 | 1 440             | 8,0               | 18,0              | 2                     | 5,0                   | 15,1                  | [ 91 ]        |
| 12        | 57     | 17 noiembrie 2018  | sâmbătă, 19:45   |                   |                   |                   |                   |                       |                       |                       |               |
| 12        | 58     | 18 noiembrie 2018  | duminică, 19:45  |                   |                   |                   |                   |                       |                       |                       |               |
| 13        | 59     | 22 noiembrie 2018  | joi, 19:45       |                   |                   |                   |                   |                       |                       |                       |               |
| 13        | 60     | 23 noiembrie 2018  | vineri, 19:45    | 2                 | 1 180             | 6,6               | 14,8              | 2                     | 3,9                   | 11,2                  | [ 92 ]        |
| 13        | 61     | 24 noiembrie 2018  | sâmbătă, 19:45   | 3                 | 1 188             | 6,6               | 14,1              | 3                     | 4,1                   | 11,5                  | [ 93 ]        |
| 13        | 62     | 25 noiembrie 2018  | duminică, 19:45  |                   |                   |                   |                   |                       |                       |                       |               |
| 14        | 63     | 29 noiembrie 2018  | joi, 19:45       | 2                 | 1 046             | 5,8               | 13,7              | 3                     | 3,1                   | 9,3                   | [ 94 ]        |
| 14        | 64     | 30 noiembrie 2018  | vineri, 19:45    | 1                 | 1 567             | 8,7               | 18,8              | 2                     | 5,8                   | 16,0                  | [ 95 ]        |
| 14        | 65     | 1 decembrie 2018   | sâmbătă, 19:45   | 3                 | 1 205             | 6,7               | 14,3              | 3                     | 4,5                   | 12,3                  | [ 96 ]        |
| 14        | 66     | 2 decembrie 2018   | duminică, 19:45  | 2                 | 1 195             | 6,7               | 13,5              | 2                     | 4,6                   | 10,5                  | [ 97 ]        |
| 15        | 67     | 6 decembrie 2018   | joi, 19:45       | 2                 | 1 289             | 7,2               | 14,3              | 2                     | 5,0                   | 12,8                  | [ 98 ]        |
| 15        | 68     | 7 decembrie 2018   | vineri, 19:45    | 2                 | 1 146             | 6,4               | 15,0              | 3                     | 4,4                   | 13,7                  | [ 99 ]        |
| 15        | 69     | 8 decembrie 2018   | sâmbătă, 19:45   | 3                 | 1 203             | 6,7               | 13,0              | 2                     | 4,4                   | 13,5                  | [ 100 ]       |
| 15        | 70     | 9 decembrie 2018   | duminică, 19:45  | 2                 | 1 006             | 5,6               | 16,0              | 2                     | 3,6                   | 12,4                  | [ 101 ]       |
| 16        | 71     | 13 decembrie 2018  | joi, 19:45       |                   |                   |                   |                   |                       |                       |                       |               |
| 16        | 72     | 14 decembrie 2018  | vineri, 19:45    | 2                 | 1 270             | 7,1               | 15,7              | 3                     | 5,0                   | 14,0                  | [ 102 ]       |
| 16        | 73     | 15 decembrie 2018  | sâmbătă, 19:45   | 2                 | 1 257             | 7,1               | 14,1              | 3                     | 4,1                   | 11,4                  | [ 103 ]       |
| 16        | 74     | 16 decembrie 2018  | duminică, 19:45  | 1                 | 1 557             | 8,8               | 19,2              | 2                     | 6,1                   | 16,0                  | [ 104 ]       |

## Critici
Regulamentul din cadrul marii finale a fost aspru criticat de fanii emisiunii pe rețelele de socializare. Aceștia au considerat că Andronic a fost dezavantajat de regulament, iar modul în care cei de la Kanal D au gestionat situația a fost unul probabil unic în istoria televiziunii. Potrivit Capital.ro cei de la Kanal D au încercat să acopere nemulțumirile lui Andronic care le-a cerut explicații încă din timpul filmărilor. Într-un  live pe facebook care a adunat peste 200.000 de vizualizări, Andronic a afirmat că sistemul a fost unul nedrept și că organizatorii turci au venit la el după primul joc și i-au spus că într-adevăr nu are nicio șansă în fața adversarei sale, deoarece timpii pe care ar trebui să-i scoată sunt practic imposibil de atins. Cu toate acestea, el a decis să continue lupta în speranța că cineva va face dreptate în cele din urmă. Pentru că acest lucru nu s-a întâmplat, acesta a ales să abandoneze competiția. Mai mult, potrivit lui Andronic, cei de la Kanal D au decis să taie la montaj reacțiile sale și ale celorlalți care strigau de pe margine că nu este corect ceea ce se întâmplă. 